# انتخابات سراسری آرژانتین (۲۰۱۹)
انتخابات سراسری آرژانتین (انگلیسی: Argentine general election, 2019) برای انتخاب رئیس‌جمهور، اعضای کنگره ملی و فرمانداران اکثر استان‌های این کشور در ۲۷ اکتبر ۲۰۱۹ برگزار گردید. آلبرتو فرناندز از حزب عدالت پیروز انتخابات ریاست‌جمهوری شد و رئیس‌جمهور کنونی مائوریسیو ماکری در انتخابات دور دوم شکست خورد. ماکری اولین رئیس‌جمهور تاریخ آرژانتین به‌شمار می‌رود که در انتخابات دور دوم شکست خورده‌است. امکان دارد دوباره خود را برای دور بعدی خود را کاندید کند. آلبرتو فرناندز به‌طور قاطعی در این انتخابات به پیروزی رسید.

## نظام انتخاباتی
در تمامی انتخابات ملی رای دادن برای سنین ۱۸ تا ۷۰ سال اجباری است و برای افراد بالای ۷۰سال و بین ۱۶تا ۱۸سال غیر اجباری است.

### رئیس‌جمهور
رئیس‌جمهور در آرژانتین هر چهار سال یک بار برگزار می‌شود و نظام انتخاباتی در صورتی که نامزدی نتواند حداقل ۴۵ درصد آرا را به دست بیاورد انتخابات دو مرحله‌ای خواهد شد.

## پیشینه
در انتخابات ۲۰۱۵ دنیل سیولی از حزب حاکم جبهه برای پیروزی، مائوریسیو ماکری از ائتلاف موسوم به «تغییر بدهیم»، سرخیو ماسا از ائتلاف آرژانتین جدید، مارگاریتا استولبیزر از حزب ترقی‌خواه مدنی و اجتماعی، نیکلاس دل کانیو از حزب چپ‌گرای کارگران و آدولفو رودریگز ساآ از ائتلاف تعهد فدرال به ترتیب اخذ آراء ۶ کاندیدای شرکت در انتخابات عمومی ریاست جمهوری آرژانتین بودند.